# Бурти, Лучано
Луча́но Пу́ччи Бу́рти (порт. Luciano Pucci Burti, Сан-Паулу, 5 марта 1975) — бразильский автогонщик, участник чемпионата мира по автогонкам в классе Формула-1.

## Биография
В детстве занимался картингом, в 1995 году перешёл в «Формулу-Воксхолл», в 1997 году стал победителем Формулы-Воксхолл в команде «Пол Стюарт Рэйсинг», будущей команде Формулы-1 «Стюарт». В 1998 году стал бронзовым призёром британской «Формулы-3», выступая за ту же команду Пола Стюарта, в 1999 году завоевал вице-чемпионский титул британской «Формулы-3». В 2000 году стал тест-пилотом команды Формулы-1 «Ягуар». На Гран-при Австрии 2000 года дебютировал в Формуле-1, заменив в команде заболевшего Эдди Ирвайна, финишировал десятым.
После того, как в конце 2000 года завершил формульную карьеру гонщик «Ягуара» Джонни Херберт, Лучано Бурти подписал с командой контракт основного пилота. Однако в 2001 году ему пришлось провести в «Ягуаре» всего четыре безрезультативных гонки на старте сезона, после чего руководство команды обменяло его в команду «Прост» на Педро де ла Росу. В новой команде Бурти также ничем себя не проявил и запомнился лишь двумя авариями: на старте Гран-при Германии он отправился в полёт, врезавшись сзади в медленно ехавшего Михаэля Шумахера, а на Гран-при Бельгии столкнулся со своим бывшим напарником по команде Эдди Ирвайном и на высокой скорости врезался в ограждение трассы, после чего был отправлен в больницу с сотрясением мозга. Из-за травмы ему пришлось пропустить остаток сезона.
В 2002 году стал тест-пилотом «Феррари». С 2005 года участвует в бразильском чемпионате кузовных автомобилей.

## Результаты гонок в Формуле-1
| Легенда к таблице |                                                                    |
| --- | ------------------------------------------------------------------ |
| В таблице перечислены результаты всех Гран-при Формулы-1, в которых принимал участие гонщик. Строками таблицы являются сезоны, столбцами — этапы чемпионата мира. В каждой клетке указаны сокращённое название этапа и результат, дополнительно обозначенный цветом. Расшифровка обозначений и цветов представлена в нижеследующей таблице. |                                                                    |
| \| Пример \| Описание \| \| ------------ \| ------------------------------------------------------------------ \| \| 1 \| Победитель \| \| 2 \| Второе место \| \| 3 \| Третье место \| \| 5 \| Финишировал, заработав очки \| \| Сход \| Не финишировал, но при этом заработал очки \| \| 12 \| Финишировал, не получив очков \| \| НКЛ \| Финишировал, но не попал в финальную классификацию \| \| 15 \| Участвовал вне зачёта, либо по отдельной классификации \| \| 18 \| Не финишировал, но попал в финальную классификацию \| \| Сход \| Не финишировал \| \| НКВ \| Не прошёл квалификацию \| \| НПКВ \| Не прошёл предквалификацию \| \| ДСК \| Дисквалифицирован \| \| ИСК \| Исключён из протокола соревнований \| \| ТТ \| Заявлен для участия только в тренировках \| \| НС \| Участвовал в квалификации, но не стартовал в гонке \| \| Т \| Травмирован или болен \| \| ОТК \| Отказ от участия \| \| НТР \| Прибыл на соревнования, но на трассу не выезжал \| \| НПР \| Был заявлен в числе участников, но не прибыл к началу соревнований \| \| О \| Соревнования отменены \| \| \| Не участвовал \| \| Поул-позиция \| \| \| Быстрый круг \| \| |                                                                    |
| Пример | Описание                                                           |
| 1 | Победитель                                                         |
| 2 | Второе место                                                       |
| 3 | Третье место                                                       |
| 5 | Финишировал, заработав очки                                        |
| Сход | Не финишировал, но при этом заработал очки                         |
| 12 | Финишировал, не получив очков                                      |
| НКЛ | Финишировал, но не попал в финальную классификацию                 |
| 15 | Участвовал вне зачёта, либо по отдельной классификации             |
| 18 | Не финишировал, но попал в финальную классификацию                 |
| Сход | Не финишировал                                                     |
| НКВ | Не прошёл квалификацию                                             |
| НПКВ | Не прошёл предквалификацию                                         |
| ДСК | Дисквалифицирован                                                  |
| ИСК | Исключён из протокола соревнований                                 |
| ТТ | Заявлен для участия только в тренировках                           |
| НС | Участвовал в квалификации, но не стартовал в гонке                 |
| Т | Травмирован или болен                                              |
| ОТК | Отказ от участия                                                   |
| НТР | Прибыл на соревнования, но на трассу не выезжал                    |
| НПР | Был заявлен в числе участников, но не прибыл к началу соревнований |
| О | Соревнования отменены                                              |
| | Не участвовал                                                      |
| Поул-позиция |                                                                    |
| Быстрый круг |                                                                    |

| Сезон | Команда | Шасси      | Двигатель | Ш | 1     | 2      | 3        | 4      | 5      | 6      | 7        | 8     | 9      | 10     | 11       | 12       | 13       | 14     | 15  | 16  | 17  | Место | Очки |
| ----- | ------- | ---------- | --------- | - | ----- | ------ | -------- | ------ | ------ | ------ | -------- | ----- | ------ | ------ | -------- | -------- | -------- | ------ | --- | --- | --- | ----- | ---- |
| 2000  | Jaguar  | Jaguar R1  | Cosworth  | B | АВС   | БРА    | САН      | ВЕЛ    | ИСП    | ЕВР    | МОН      | КАН   | ФРА    | АВТ 11 | ГЕР      | ВЕН      | БЕЛ      | ИТА    | США | ЯПО | МАЛ | 23    | 0    |
| 2001  | Jaguar  | Jaguar R2  | Cosworth  | M | АВС 8 | МАЛ 10 | БРА Сход | САН 11 |        |        |          |       |        |        |          |          |          |        |     |     |     | 20    | 0    |
| 2001  | Prost   | Prost AP04 | Acer      | M |       |        |          |        | ИСП 11 | АВТ 11 | МОН Сход | КАН 8 | ЕВР 12 | ФРА 10 | ВЕЛ Сход | ГЕР Сход | ВЕН Сход | БЕЛ НС | ИТА | США | ЯПО | 20    | 0    |